# Rosa russanovii
Rosa russanovii är en rosväxtart som beskrevs av V.I. Tkachenko. Rosa russanovii ingår i släktet rosor, och familjen rosväxter. Inga underarter finns listade i Catalogue of Life.